# 城堡广场
城堡广场（Hradčanské náměstí）是位于布拉格城堡区中心的主要广场。其东侧为布拉格城堡的西部立面与大门。南面为皇家之路至城堡街（聂鲁达街上端），有一观景台，可观看布拉格美丽的景色，附近有捷克斯洛伐克首任总统托马斯·马萨里克的雕塑。

## 交通道路
- 东
  - 布拉格城堡
- 南
  - 新城堡阶梯
  - 城堡街（从皇家之路的聂鲁达街）
  - 市政厅阶梯
- 西
  - Loretánská 街
  - Kanovnická 街

## 景点

### 东侧
- 布拉格城堡（大门内第一进院子，装饰有泰坦雕塑）

### 南侧
- sloup Panny Marie Einsiedenské（城堡坡道）
- 托马斯·马萨里克雕像
- Salmovský宫（国家美术馆）
- 施瓦岑贝格宫（国立美术馆）
- 加尔默罗会修道院
- 圣本笃教堂

### 西侧
- 托斯卡纳宫（外交部）

### 北侧
- 马丁尼兹宫
- 施特恩伯格宫（国家美术馆）
- 总主教宫

### 装饰雕刻
- 玛丽安鼠疫柱
- sloup Panny Marie Einsiedenské（城堡坡道）
- 托马斯·马萨里克雕像
- 圣瓦茨拉夫像
- 圣菲利普Nerejského像
- 泰坦雕塑（布拉格城堡西门内第一进院子）